# South Hams
South Hams ist ein District in der Grafschaft Devon in England. Verwaltungssitz ist die Stadt Totnes; weitere bedeutende Orte sind Berry Pomeroy, Dartmouth, Ivybridge, Kingsbridge, Kingswear, Modbury, Salcombe und South Brent. Im Norden liegt ein wesentlicher Teil des Dartmoor-Nationalparks.
Der Bezirk wurde am 1. April 1974 gebildet und entstand aus der Fusion der Municipal Boroughs Dartmouth und Totnes, der Urban Districts Kingsbridge und Salcombe sowie der Rural Districts Kingsbridge, Plympton St Mary und Totnes. Bereits 1967 waren die Städte Plympton und Plymstock abgetrennt und mit Plymouth zusammengelegt worden.

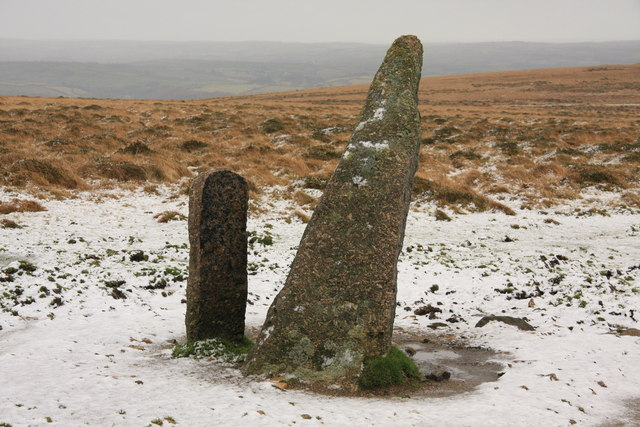
Der Longstone auf dem Piles Hill